# Campylenchia hastata
Campylenchia hastata är en insektsart som beskrevs av Fabricius. Campylenchia hastata ingår i släktet Campylenchia och familjen hornstritar. Inga underarter finns listade i Catalogue of Life.